# Rocío Rojas
Rocío Rojas Asensio (Miguelturra, 7 de octubre de 1998) es una jugadora de balonmano española que juega de primera línea en La Calzada.

## Trayectoria
Criada en el club local Balonmano Miguelturra empezó su formación jugando en los equipos mixtos del club. Durante su etapa en la categoría alevín e infantil jugó con el Balonmano Pio XII con el que consiguió ser campeonas de Ciudad Real. En su primer año de cadete jugó con la siempre prolífica cantera del Balonmano Pozuelo de Calatrava, donde se proclamó campeona de Castilla-La Mancha.
Desde Ciudad Real se mudó a Valencia, donde jugó con el Morvedre su segundo año de cadete y se proclamó Campeona de España de clubes. Durante su etapa formativa juvenil, con la selección autonómica valenciana se subió varias veces al podio nacional.
A finales de la temporada 2016–17 (y con el Morvedre no clasificado para la fase de ascenso) fue cedida al Canyamelar que estaba jugando por mantenerse en División de Honor, consiguiendo mantenerse en la máxima división nacional. Allí coincidió con Sara Bravo y jugó sus primeros minutos en División de Honor en un partido ante el Base Villaverde el 6 de mayo de 2017, en la jornada 23. Su primer gol en la máxima categoría fue en la jornada posterior ante el Alcobendas. La temporada siguiente, de nuevo en el Morvedre, consiguió el ascenso a División de Honor.
En la temporada 2019–20 Rocío Rojas fue fichada por el recién ascendido Salud Tenerife con el que solo estuvo hasta la ventana de invierno de esa temporada, ya que se mudó en el mercado invernal al Málaga Costa del Sol.

### Málaga Costa del Sol
Formó parte de la generación más laureada del club malagueño que consiguió una Liga Guerreras Iberdrola, dos Copas de S.M. La Reina, una Supercopa y una EHF European Cup, junto a otras grandes jugadoras jóvenes como Almudena Gutiérrez, María Pérez y Laura Sánchez.
A finales de agosto de la temporada 2021, durante un entrenamiento, la jugadora churriega sufrió una grave lesión de rodilla. En un principio se le diagnosticó rotura parcial del ligamento, pero al pasar por el quirófano se comprobó que la lesión era más grave: había rotura total. Más de siete meses después de sufrir esa grave lesión de rodilla, volvió para ayudar al Málaga en el tramo final de la temporada y se reincorporó a los terrenos de juego en un partido contra el Porriño, el 9 de abril, en la vigésimo primera jornada.
Con el Costa del Sol Málaga debutó en competición europea en la temporada 2020–21 fraguando una gran temporada con 27 goles en 17 partidos y proclamándose campeona de la EHF European Cup. En la temporada 2021–22 volvió a llegar a la final, esta vez quedando subcampeona de la EHF European Cup. En su última temporada en Málaga consiguió la Liga Guerreras Iberdrola destacando en el segundo partido de la final ante el atticgo Balonmano Elche y jugó la segunda competición, la EHF European League, competición que terminó abruptamente para el conjunto malacitano.
En abril del 2023 se anunció la incorporación de la miguelturreña a La Calzada. Su única temporada en el Gijón se saldó con el equipo en el playoff de descenso y en marzo del 2024 se anunció su fichaje por el Replasa Beti Onak.

### Clubes
- 2015–19: Balonmano Morvedre
- 2016–17: CH Canyamelar
- 2019–20: Salud Tenerife
- 2020–23: Costa del Sol Málaga
- 2023–24: BMC motive.co Gijón
- 2024–: Replasa Beti Onak

### Datos(a fecha de septiembre de 2023):[14]
|          | Liga | Copa | EHF |
| -------- | ---- | ---- | --- |
| Partidos | 100  | 13   | 12  |
| Goles    | 258  | 33   | 29  |

### Selección
Habitual en las selecciones nacionales promesas, juveniles y junior cuenta con un total de 67 internacionalidades y 168 goles en los equipos base de la selección española, con la que ha jugado europeos y mundiales, además de torneos varios, tanto en promesas, como juvenil, como junior. 
Debutó con las Guerreras promesas el 31 de octubre de 2013 en un torneo amistoso celebrado en Francia en el que Rocío metió sus 5 primeros goles con la selección española. Después vinieron el Campeonato de Europa juvenil de Macedonia en el 2015, el Campeonato Europe abierto W-18 de Suecia y el Campeonato del Mundo de Eslovaquia en el 2016. Con el equipo junior participó en el Campeonato de Europa de Eslovenia 2017 y el Campeonato del Mundo de Hungría en 2018.
Compartió generación con otras grandes jugadoras españolas como Cristina Polonio, Ona Vegué, Ane Erauskin, Eli Cesáreo, Ana González, Seynabou Mbengue o Elena Cuadrado.

## Palmarés

### Clubes
- 1 x Liga Guerreras Iberdrola (2022–23)[10]
- 1 x Copa Europea femenina de la EHF (2020-21)[16]
- 1 x Supercopa de España femenina de balonmano (2020-21).
- 2 x Copa de la Reina de balonmano (2019-20, 2021-22).

### Selecciones
- Medalla de plata con la UV en el Campeonato de España Universitario.[17]

### Individual
- MVP Juvenil de España en 2015–16[3]